# NOW (サニーデイ・サービスの曲)
「NOW」（ナウ）は、1997年9月26日に発売されたサニーデイ・サービス通算8作目のシングル。

## 解説
「NOW」は1997年10月発売のアルバム『サニーデイ・サービス』からの先行シングルとしてリリースされた。この曲はロッテ「ガーナミルクチョコレート」イメージ・ソングのタイアップがつき、CMバージョンでは“チョコレート”という歌いこみが入れられた。後にベスト・アルバム『Best Sky』と、2013年リリースの2枚組ベスト・アルバム『サニーデイ・サービス BEST 1995-2000』にそれぞれ収録された。
「あの花と太陽と」「何処へ?」「1997年の夏」はいずれもアルバム未収録曲。後にミディ在籍時の楽曲を網羅した完全生産限定コンプリート・ボックス・セット『“MIDI” COMPLETE BOX』の『アルバム未収録曲集 II』に収録されたほか、ベスト・アルバム『Best Flower -B side collection-』と、2013年リリースの2枚組ベスト・アルバム『サニーデイ・サービス BEST 1995-2000』に「あの花と太陽と」と「何処へ?」が収録された。

## パッケージ、アートワーク
CDには歌詞を掲載したジャケットのほか、ディスコグラフィを添付。

## 収録曲
| 全作詞・作曲: 曽我部恵一、全編曲: サニーデイ・サービス。 |                                                             |            |            |      |
| #                                                        | タイトル                                                    | 作詞       | 作曲・編曲 | 時間 |
| 1.                                                       | 「NOW」(ロッテ「ガーナミルクチョコレート」イメージ・ソング) | 曽我部恵一 | 曽我部恵一 | 3:24 |
| 2.                                                       | 「あの花と太陽と」                                          | 曽我部恵一 | 曽我部恵一 | 5:32 |
| 3.                                                       | 「何処へ?」                                                 | 曽我部恵一 | 曽我部恵一 | 3:23 |
| 4.                                                       | 「1997年の夏 〜インストゥルメンタル〜」                     | 曽我部恵一 | 曽我部恵一 | 0:58 |
| 合計時間:                                                | 合計時間:                                                   | 13:17      |            |      |

## クレジット

### NOW
| ボーカル、アコースティック & エレクトリックギター … 曽我部恵一 |
| ベースギター、エレクトリックピアノ、コーラス … 田中貴          |
| ドラムス … 丸山晴茂                                            |
| コーラス … 新井仁                                              |
|                                                                |
| RECORDED by 中村文俊 MIXED by 湊雅行                           |

### あの花と太陽と
| ボーカル、アコースティックギター、ビブラフォン … 曽我部恵一 |
| ベースギター … 田中貴                                       |
| ドラムス … 丸山晴茂                                         |
|                                                             |
| RECORDED & MIXED by 中村文俊                                |

### 何処へ?
| ボーカル、エレクトリックギター、オルガン … 曽我部恵一 |
| ベースギター、コーラス … 田中貴                       |
| ドラムス … 丸山晴茂                                   |
|                                                       |
| RECORDED by 中村文俊                                  |
| MIXED by 正井豊                                       |

### 1997年の夏
| メロトロン … 曽我部恵一         |
| アコースティックギター … 田中貴 |
|                                 |
| RECORDED & MIXED by 中村文俊    |

### スタッフ
| ディレクター                |  | 渡邊文武 |
| フォトグラファー            |  | 坂本正郁 |
| アート・ディレクション      |  | 小田島等 |
|                             |  |          |
| スタジオ サウンド・アライブ |  |          |

## リリース日一覧
| 地域 | リリース日    | レーベル     | 規格 | カタログ番号 | 備考                   |
| ---- | ------------- | ------------ | ---- | ------------ | ---------------------- |
| 日本 | 1997年9月26日 | RHYME ⁄ MIDI | CD   | MDCS-1008    | ディスコグラフィを添付 |